# DisplayPort

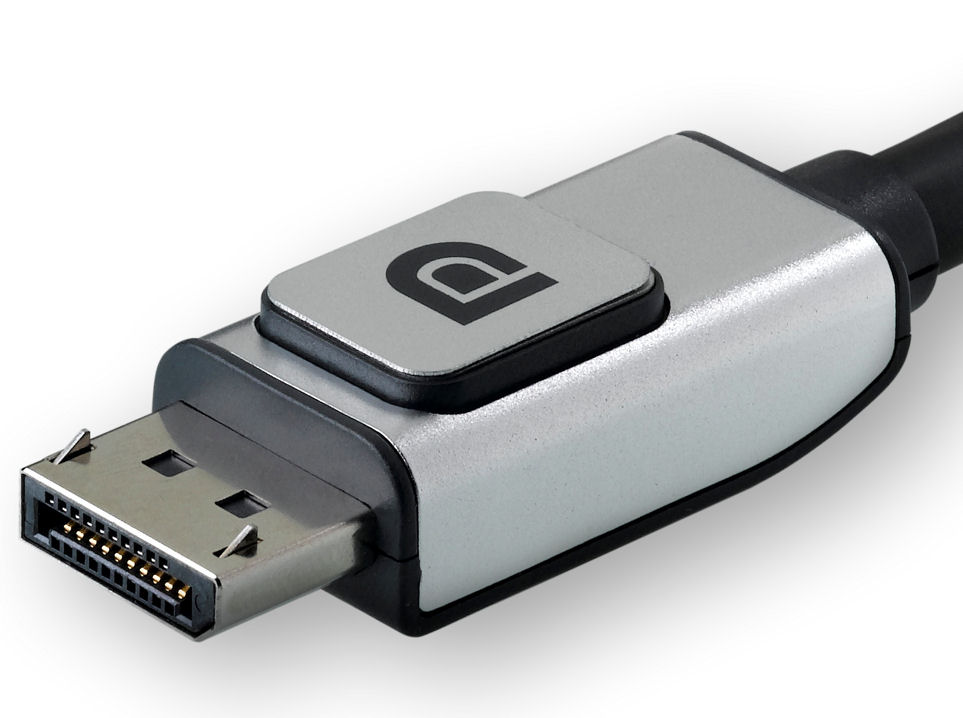
Konektor DisplayPort kabelu

Piny DisplayPortu

DisplayPort je digitální rozhraní navržené organizací VESA (Video Electronics Standards Association) a je široce podporován firmami jako Intel, AMD (Advanced Micro Devices), Dell, Nvidia, Philips atd. Rozhraní primárně slouží k přenosu obrazu pro displeje např. počítačové monitory, ale může být použito i pro přenos zvuku, USB a jiných forem dat.
S konektory typu DVI a HDMI je jen omezeně zpětně kompatibilní. DisplayPort dokáže emitovat DVI nebo HDMI signál, takže následně ke konverzi postačí pasivní adaptér. Prakticky tedy lze počítač vybavený pouze DisplayPortem připojit k televizi vybavené konektorem HDMI, přenesen bude obraz i zvuk. Ovšem zpětně konverze nefunguje, takže počítač vybavený pouze HDMI zatím nelze k monitoru vybavenému DisplayPortem připojit, bez aktivního adaptéru.
Je navržen tak, aby nahradil digitální (DVI) i analogové (VGA) konektory v monitorech počítačů stejně jako v grafických kartách. Má všechny funkce HDMI, ale nepředpokládá se, že by měl HDMI nahradit v oblasti domácí spotřební elektroniky, protože je určen spíše pro kancelářské a IT využití.

## Přehled
DisplayPort je první zobrazovací rozhraní, které spoléhá na paketový přenos dat, který je používán u technologií jako je Ethernet, USB a PCI Express. Podporuje vnitřní i vnější zobrazovací spojení a na rozdíl od starších norem, kde jsou diferenciální páry spjaté s přenosem hodinového signálu s každým výstupem, DisplayPort protokol je založený na malých datových paketech známých jako mikro pakety, které mohou vložit hodinový signál v rámci datového toku. Výhodou je nižší počet pinů k dosažení vyššího rozlišení. Použití datových paketů také umožňuje DisplayPortu aby byl rozšiřitelný, takže další funkce mohou být přidány v průběhu doby bez podstatných změn v rozhraní samotném.
DisplayPort je možné použít pro přenos zvuku a videa současně, ale každý z nich je volitelný a může být přenášen bez druhého. Cesta video signálu podporuje 6 až 24 bitů na barevný kanál a cesta zvuku podporuje až 8 kanálů (24 bit, 192 kHz) nekomprimovaného zvuku PCM, které mohou zapouzdřit komprimované audio formáty do zvukového toku. Obousměrný, polovičně duplexní pomocný kanál provádí správu zařízení a kontrolu dat zařízení na hlavním lince, jako VESA EDID, MCC a DPMS standardy. Navíc je rozhraní schopné pojmout obousměrné USB signály.
Signál DisplayPortu není kompatibilní s DVI nebo HDMI. Nicméně, duální DisplayPorty (označené DP++ logem) jsou určeny k přenosu jednolinkového DVI nebo HDMI signálu přes rozhraní prostřednictvím použití externího pasivního adaptéru, který vybere požadovaný signál. VGA a dvojlinka DVI na druhou stranu vyžadují aktivní adaptéry pro převod signálu na požadovaný výstup a nevyžadují duální DisplayPort. VGA adaptéry jsou napájeny z DisplayPortu, zatímco dvojlinka DVI spoléhá na externí zdroj (viz kompatibilita s HDMI, DVI a VGA).
DisplayPort podporuje 1, 2, nebo 4 rozdílné datové páry (linky) v hlavní lince, každý s přímým datovým tokem 1,62, 2,7, 5,4 nebo 8,1 Gbit/s na dráze s vlastními hodinami běžícími na 162, 270, 540 nebo 810 MHz. Data jsou zakódována 8b/10b, kde se každých 8 bitů informace zakóduje s 10bitovým symbolem. Takže efektivní rychlost přenosu dat po dekódování je 1,296, 2,16, 4,32 a 6,486 Gbit/s na cestu (nebo 80 % z celku).

## Verze

### Verze 1.0 až 1.1
DisplayPort 1.0 podporuje maximální rychlost přenosu dat 8,64 Gbit/s přes 2 m kabel. DisplayPort 1.1 podporuje také zařízení, která zavádějí alternativní linkové vrstvy jako například optické vlákno, což umožňuje mnohem delší dosah mezi zdrojem a displejem bez degradace signálu, ačkoli alternativní implementace nejsou standardizovány. Také podporuje HDCP kromě ochrany obsahu DisplayPort (DPCP).

### Verze 1.2
DisplayPort verze 1.2 byl schválen 22. prosince 2009. Nejvýznamnější zlepšení nové verze je zdvojnásobení efektivní šířky pásma na 17,28 Gbit/s, což umožňuje zvýšení rozlišení, vyšší obnovovací frekvenci a větší barevnou hloubku. Mezi další vylepšení patří více nezávislých video streamů (sériové spojení s více monitory), podpora stereoskopického 3D, zvýšenou propustnost kanálu AUX (od 1 Mbit/s do 720 Mbit/s), podpora více barevných prostorů včetně xvYCC a scRGB a Adobe RGB 1998 a Global Time Code (VOP) pro sub 1 µs audio/video synchronizace. Také Apple Mini DisplayPort, který je mnohem menší a je určen pro notebooky a jiná malá zařízení, je kompatibilní s novým standardem.

### Verze 1.3
DisplayPort verze 1.3 byl schválen 15. září 2014. Tento standard navyšuje celkovou šířku pásma na 32,4 Gbit/s novým režimem HBR3 přinášející 8,1 Gbit/s pro každou linku (oproti 5,4 Gbit/s v HBR2), s celkovou rychlostí přenosu dat 25,92 Gbit/s po započtení režie kódování 8b/10b. Tato šířka pásma je dostatečná pro zobrazení 4K UHD (3840×2160) při obnovovaci frekvenci 120 Hz, zobrazení 5K (5120×2880) při 60 Hz nebo 8K UHD (7680×4320) při 30 Hz s 24bitovou hloubkou barev. Při použití Multi-Stream Transport (MST) může podporovat přenos dvou obrazů v rozlišení 4K (3840×2160) nebo až čtyř v rozlišení WQXGA (2560×1600) při 60 Hz s 24bitovou hloubkou barev. Tento standard také zahrnuje povinnou podporu režimu Dual-mode pro DVI a HDMI adaptéry, spolu s podporou HDMI 2.0 a HDCP 2.2. Standard nového rozhraní Thunderbolt 3 puvodně zahrnoval podporu DisplayPort 1.3, ale finální verze vyšla pouze s podporou verze 1.2. Vlastnost VESA Adaptive-Sync nadále zůstává jako volitelná část specifikace.

### Verze 1.4
DisplayPort verze 1.4 byl publikován 1. března 2016. Nebyly přidány žádné přenosové režimy, takže nejvyšším zůstává HBR3 (32,4 Gbit/s) z verze 1.3. Přidává podporu pro Display Stream Compression 1.2 (DSC), Forward Error Correction, HDR10 metadata definovaná v CTA-861.3, včetně statických a dynamických metadat a barevného prostoru Rec. 2020 pro spolupráci s HDMI a rozšiřuje počet kanálů pro audio na 32.
DSC je kompresní algoritmus, který snižuje datový tok až v poměru 3:1. Přestože matematicky není bezeztrátový, vyhovuje standardu ISO 29170 pro "vizuálně bezeztrátovou" kompresi ve většině případů, kdy není odlišitelný od nekomprimovaného videa. Pomocí DSC a přenosového režimu HBR3 podporuje 8K UHD video na 60 Hz nebo 4K UHD na 120 Hz s barvami 30 bitů na pixel v RGB a s HDR. 4K na 60 Hz s 30 bit/px v RGB/HDR lze dosáhnout bez DSC. S monitory bez podpory DSC je maximální limit zobrazení od verze 1.3 beze změny (4K 120 Hz, 5K 60 Hz, 8K 30 Hz).

### Verze 1.4a
DisplayPort version 1.4a byl zveřejněn v dubnu 2018. VESA nevydala pro tuto verzi žádné oficiální tiskové prohlášení. Aktualizuje DSC implementaci z DSC 1.2 na verzi 1.2a.

### Verze 2.0
Dne 26. června 2019 VESA formálně vydala standard DisplayPort 2.0. VESA uvedla, že verze 2.0 je první velkou aktualizací standardu DisplayPort od března 2016 a poskytuje až ≈3× zlepšení rychlosti přenosu dat (z 25,92 na 77,37 Gbit/s) ve srovnání s předchozí verzí DisplayPort (1,4a). , stejně jako nové možnosti pro řešení budoucích požadavků na výkon tradičních displejů. Patří mezi ně rozlišení přesahující 8K, vyšší obnovovací frekvence a podpora vysokého dynamického rozsahu (HDR) při vyšších rozlišeních, vylepšenou podporu konfigurací více displejů a také lepší uživatelskou zkušenost s displeji rozšířené/virtuální reality (AR/VR), včetně podpory rozlišení 4K (a vyšší) pro VR.
Podle plánu zveřejněného VESA v září 2016 měla být nová verze DisplayPort uvedena na trh „začátkem roku 2017“. Zlepšilo by to rychlost připojení z 8,1 na 10,0 Gbit/s, což je 23% nárůst. To by zvýšilo celkovou šířku pásma z 32,4 Gbit/s na 40,0 Gbit/s. V roce 2017 však nebyla vydána žádná nová verze, pravděpodobně se opozdila kvůli dalším vylepšením poté, co fórum HDMI v lednu 2017 oznámilo, že jejich další standard (HDMI 2.1) nabídne šířku pásma až 48 Gbit/s. Podle tiskové zprávy ze dne 3. ledna 2018 se „VESA v současné době se svými členy také zabývá vývojem další generace standardu DisplayPort s plány na dvojnásobné zvýšení datové rychlosti, kterou umožňuje DisplayPort. Na veletrhu CES 2019 VESA oznámila, že nová verze bude podporovat 8K @ 60 Hz bez komprese. Očekávalo se, že bude vydána v první polovině roku 2019.

### Verze 2.1
DisplayPort 2.1 oznámila VESA dne 17. října 2022. Obsahuje nové certifikace kabelů DP40 a DP80, které zaručují správné fungování kabelů DisplayPort při rychlostech UHBR10 (40 Gbps) a UHBR20 (80 Gbps) představených ve verzi 2.0 (v polovině roku 2024 nejsou na trhu delší kabely, ale ani grafické karty podporující tento standard). Kromě toho reviduje některé elektrické požadavky pro zařízení DisplayPort, aby se zlepšila integrace s USB4. Slovy VESA:

DisplayPort 2.1 zpřísnil své sladění se specifikací USB Type-C a také se specifikací USB4 PHY, aby usnadnil společný PHY obsluhující DisplayPort i USB4. DisplayPort 2.1 navíc přidal novou funkci správy šířky pásma, která umožňuje efektivnější koexistenci tunelování DisplayPort s dalším I/O datovým provozem přes USB4.

### Verze 2.1a
DisplayPort 2.1a oznámila VESA dne 8. ledna 2024. Tato verze nahrazuje certifikaci kabelu DP40 novou certifikací DP54, která zaručuje správné fungování kabelů DisplayPort při rychlosti UHBR13.5 (54 Gbps) představené ve verzi 2.0.

### Mini DisplayPort

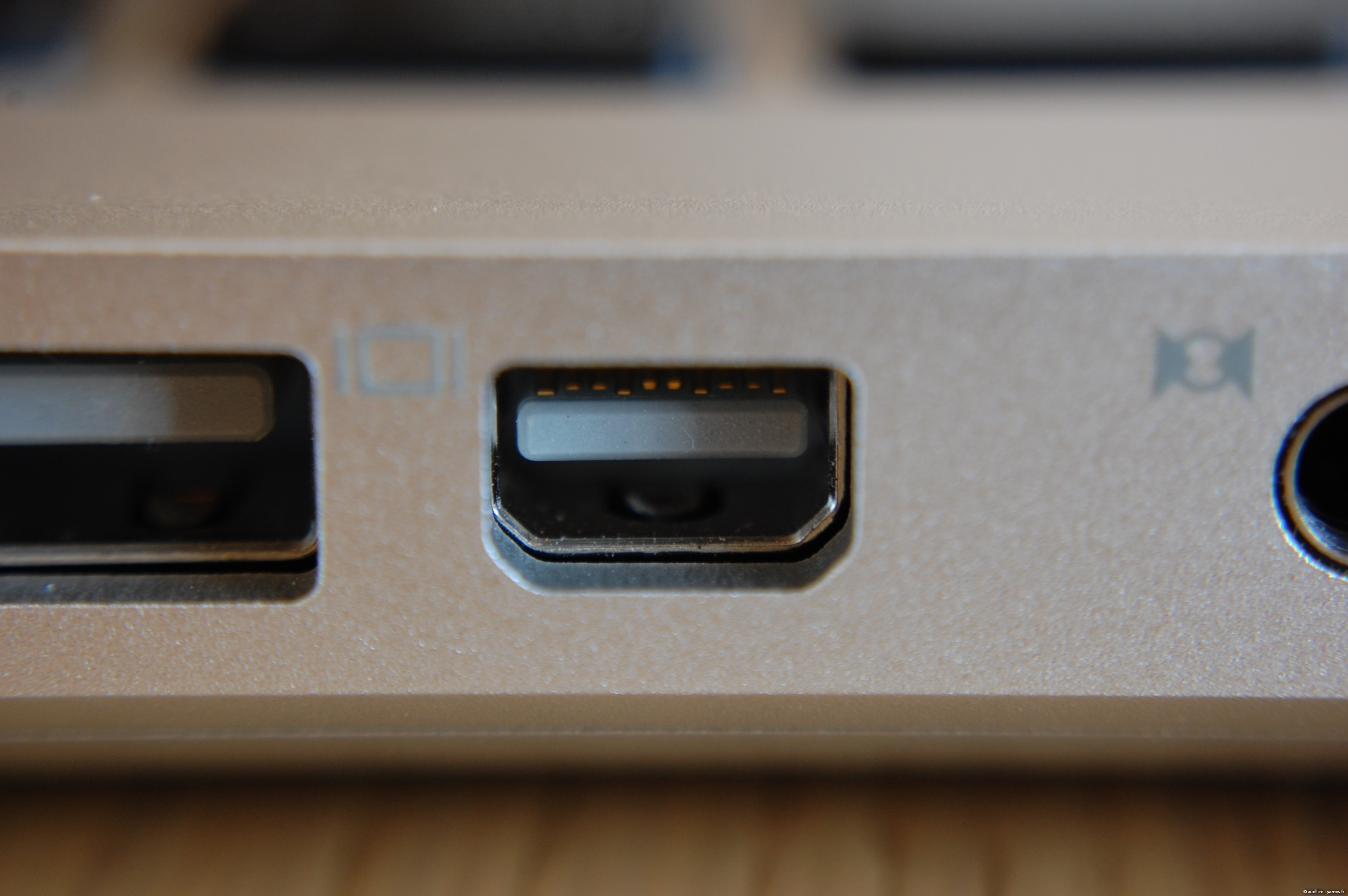
Mini DisplayPort na Macbooku Pro

Mini DisplayPort (MiniDP nebo mDP) je menší verze audio-vizuálního rozhraní DisplayPort. Mini DisplayPort podporuje Thunderbolt 1.2. Společnost Apple jeho vývoj oznámila v roce 2008. Na konci roku 2013 jím už disponovaly skoro všechny nové Macy.

## Technické specifikace
- Dopředný linkový kanál s 1 až 4 trasami; efektivní přenosová rychlost 1,296, 2,16 nebo 4,32 Gbit/s na trasu (celkem 5,184, 8,64 nebo 17,28 Gbit/s pro čtyřcestnou linku).
- 8b/10b kódování poskytuje DC-balancing a vestavěné hodiny v sériovém kanálu (10 bitů pro symboly, 20% kódovací režie)
- Podporuje RGB (nespecifikováno) a YCbCr (ITU-R BT.601-5 a BT.709-4) barevné prostory, 4:4:4 a 4:2:2 chroma Subsampling
  - sRGB, Adobe RGB 1998, DCI-P3, RGB XR, scRGB, xvYCC, Y-only, jednoduchý barevný profil (verze 1.2)[12]
- Podporuje barevné hloubky 6, 8, 10, 12 a 16 bitů na barevnou složku
- Volitelný 8kanálový zvuk se vzorkovací frekvencí až 24 bitů 192 kHz, podporující zapouzdření zvukových kompresních formátů
- Obousměrný poloduplexní AUX kanál, 1 Mbit/s (v1.0) nebo volitelně 720 Mbit/s (v1.2)
- Podporuje stereoskopické 3D formáty: rámově sekvenční (V1.1a), pole sekvenční, stranu po straně, shora dolů, prokládané řádky, prokládané pixely a dvojité rozhraní (v1.2)[12]
- Volitelně dvoumodová podpora generování TMDS a hodin pro jednolinkové DVI/HDMI signalizaci s jednoduchou linkovou konverzí.
- Podpora až 63 audio a video streamů s časově divizní dopraví multiplexní a hot-plug alokací šířky pásma (od verze 1.2)
- 128bitový AES „DisplayPort Content Protection“ (DPCP) podporu a podporu pro 40bitový „High-bandwidth Digital Content Protection“ (HDCP) od verze 1.1 a dále.

## Produkty
Od svého uvedení v roce 2006, DisplayPort pomalu získal popularitu v počítačovém průmyslu. Od roku 2010 jsou DisplayPort konektory používány na mnoha grafických kartách, displejích a noteboocích.

### ATI/AMD
AMD Graphics Product Group (dříve ATI Technologies) byla první společnost, která uvolnila spotřební zboží s DisplayPortem se vznikem jejich čipové sady 790G a sérií grafických karet Radeon HD 2000. První byl představen na AMD technologickém analytickém dni 25. července 2007. AMD později implementovalo DisplayPort do GPU čipu Radeon HD 3600 a HD 3400, představených na AMD finančním analytickém dni 13. prosince 2007. Tyto produkty obdržely DisplayPort certifikaci od VESA v březnu 2008.
V roce 2008 byly DisplayPort konektory využívány na mnoha grafických kartách založených na ATI/AMD HD 4000 sérii. V roce 2009 série grafických karet HD 5000 začleňovala konektory DisplayPort jako standardní funkci spolu se dvěma dvoulinkami DVI konektorů a HDMI konektorem. V Eyefinity verzích mohou nést až šest Mini DisplayPort konektorů. Podpora pro DisplayPort audio byla představen AMD v ovladačích Catalyst 9.12 hotfix.
Od února 2011 série grafických karet HD 6000 zahrnovala podporu dvou nebo více DisplayPortů Mini 1.2 s šířkou pásma 21,6 Gb/s pro každý, umožňující „sedmikrásové“ řetězení až šesti monitorů s rozlišením až 2560×1600 na obrazovku a vysoké přenosové rychlosti zvuku ze stejného konektoru, volitelně se chovající jako jeden velký displej. Rozbočovač DisplayPortu obsahující tři dvoulinky DVI konektoru je také k dispozici.
Od ledna 2012, nejnovější série grafických karet HD 7000 spolu s dvoulinkou DVI konektoru a konektorem HDMI, podporuje funkci dvou Mini DisplayPortů 1.2, které umožňují „sedmikráskové“ řetězení až šesti monitorů s rozlišením až 4096×2160 nebo 2560×1600p60 stereoskopického 3D zobrazení pro display a vysoké přenosové rychlosti zvuku ze stejného konektoru, případně chovající se jako jeden velký displej. Rozbočovač DisplayPortu obsahující tři dvoulinky DVI konektoru, je také k dispozici.

### Apple
Dne 14. října 2008 Apple představil několik produktů s Mini DisplayPortem jako jediným video konektorem. Tento konektor byl v té době patentován. Později, s verzí 1.1a a 1.2 se stal součástí standardu. Mezi říjnem 2009 a únorem 2011 jsou všechny modely Mac vybaveny Mini DisplayPort konektorem. V té době iMac, MacBook, MacBook Air, MacBook Pro a Xserve modely používají Mini DisplayPort jako jediný video výstup, zatímco Mac Mini a Mac Pro modely měly Mini DisplayPort, jeden port DVI (Mac Pro) a HDMI port (Mac Mini). Dne 24. února 2011 začal být MacBook Pro dodáván s Thunderboltem (známým dříve pod Intelovským kódovým označením Light Peak), který poskytuje jak DisplayPort tak PCI Express funkce v jednom. Dne 3. května 2011 Apple představil své první iMac plány s Thunderboltem. iMac 21" (53 cm) obdržel jeden a iMac 27" (69 cm) obdržel dva Thunderbolt porty.
Apple 24" (61 cm) a 27" (69 cm) LED Cinema displeje využívají Mini DisplayPort konektor. 27palcový iMac představen v roce 2009 umožňuje Mini DisplayPortu, aby fungoval jako vstup, měnící iMac do samostatného displeje. 2011 iMacy podporují tento "Target Display režim 'přes Thunderbolt port, ale pouze pokud je zdroj také vybaven Thunderboltem.

### Dell
Koncepční monitor od Dellu využívající DisplayPort byl předveden na začátku května 2007.
Dell 3008WFP 30" (76 cm) uvedený v lednu 2008 byl první monitor podporující DisplayPort. Dell 2408WFP 24 palců (61 cm) následoval v dubnu 2008. Mnoho dalších Dell monitorů také nabízí rozhraní DisplayPort, včetně čtyř z jejich 'profesionální "série a pět jejich' UltraSharp" série monitorů.

### Hewlett-Packard
HP Elite L2201x 21,5" (55 cm) LCD monitor vydaný v červnu 2011 je první monitor od společnosti Hewlett-Packard k prodeji pouze s DisplayPortem jako jediným video vstupem. HP notebooky, které jsou vybaveny DisplayPort jsou EliteBook a některé ProBook modely.

### Lenovo
Lenovo nabízí DisplayPort konektory u některých modelů.